# Реймонд Бріггс
Реймонд Редверс Бріггс (англ. Raymond Redvers Briggs; 18 січня 1934 — 9 серпня 2022) — англійський ілюстратор, карикатурист, графічний романіст і письменник. Досягши успіху серед критиків і популярності серед дорослих і дітей, він найбільше відомий у Великій Британії своїм оповіданням без слів «Сніговик» 1978 року, адаптованого у мультфільм для телебачення, а музичну адаптацію ставлять у театрах щоріздва.
У 1966 і 1973 роках Бріггс отримав медаль Кейт Грінвей від Британської бібліотечної асоціації за найкращу ілюстрацію дитячої книги. До 50-річчя медалі (1955—2005) комісія обрала книгу «Батько Різдва» (1973) однією з десяти робіт-переможців, які потрапили у список на обрання улюбленця нації. За свій внесок як дитячого ілюстратора Бріггс посів друге місце премії імені Г. К. Андерсена у 1984 році. Був покровителем Асоціації ілюстраторів.

## Ранні роки
Народився у Вімблдоні, графство Суррей (нині Лондон), у родині молочника Ернеста Редверса Бріггса (1900—1971) й Етель Боєр (1895—1971), колишньої покоївки, яка стала домогосподаркою, вони побралися у 1930 році. Під час Другої світової війни його евакуювали до Дорсета, а потім, наприкінці війни, він повернувся до Лондона.
Бріггс навчався у Рутлішській школі, на той час гімназія, займався малюванням мультфільмів з раннього дитинства і, попри спроби батька відрадити його від цього невигідного заняття, вивчав живопис у Вімблдонській школі мистецтв з 1949 до 1953 рік і типографіку у Центральній школі мистецтв.
З 1953 до 1955 рік він перебував на національній службі в Королівському корпусі зв'язку у Каттерику, де займався кресленням. У 1957 році закінчив Слейдську школу образотворчого мистецтва, де вивчав живопис.

## Кар'єра
Мистецьку кар'єру розпочав як художник, але незабаром переорієнтувався на ілюстратора і почав працювати над дитячими книгами. У 1958 році він створив ілюстрації для антології казок Рут Меннінг-Сандерс «Peter and the Piskies: Cornish Folk and Fairy Tales», опубліковану Oxford University Press. У 1961—1986 роках Бріггс, за сумісництвом, викладав курс ілюстрування у Брайтонській школі мистецтв; одним із його учнів був Кріс Рідделл — володар трьох медалей Грінвей. Бріггс був близький до отримання медалі Кейт Грінвей у 1964 році за збірку дитячих віршів «Fee Fi Fo Fum» й отримав її у 1966 році за ілюстрації до видання Гамільтона «Матінка Гуска». Згідно з ретроспективною презентацією бібліотекарів, «The Mother Goose Treasury» — «це збірка з 408 традиційних й улюблених віршів і дитячих віршів, проілюстрованих понад 800 кольоровими малюнками молодого Реймонда Бріггса».
Перші три важливі роботи Бріггса як автора й ілюстратора були у форматі коміксів, а не окремого тексту й ілюстрацій, типових для дитячих книжок; усі три вийшли друком у Hamish Hamilton. «Батько Різдва» (1973) і його продовження «Батько Різдва йде у відпустку» (1975) зображує скнару Батька Різдва, який безперервно скаржиться на «квітучий сніг». Перша частина принесла другу медаль Грінвей. Пізніше їх екранізували. Третім раннім «коміксом» Hamilton був «Fungus the Bogeyman» (1977), у якому розповідається про один день з життя буки представника робітництва.
«Сніговик» (Hamilton, 1978) був повністю безслівним і проілюстрований лише кольоровими олівцями. Робота була частково мотивована його попередньою книгою; Бріггс писав, що «протягом двох років я працював над „Fungun“, похований серед бруду, слизу та слів, тому… я хотів зробити щось чисте, приємне, свіже, безмовне та швидке». За цю роботу Бріггс претендував на третю медаль Грінвей. Того ж року Random House випустила американську версію, за яку Бріггс отримав премію Boston Globe–Horn Book у категорії серед книжок-картинок. У 1982 році вийшла анімаційна адаптація британського телеканалу Channel 4 з коротким вступним текстом Девіда Бові. У 1982 році мультфільм отримав номінацію на премію «Оскар» за найкращий короткометражний анімаційний фільм і з того часу щороку показувався на британському телебаченні (за винятком 1984 року). Напередодні Різдва 2012 року, 30 років з виходу оригіналу, продемонстровано продовження «Сніговик і Сніговий собака».
Бріггс продовжував працювати у подібному форматі, але з більшою кількістю контенту для дорослих, зокрема «Джентльмен Джим» (1980), похмурий погляд на судові процеси над представниками робітництва Джимом і Гільдою Блоггсами, історія тісно пов'язана з його батьками. У графічному романі «Коли віє вітер» (1982) перед довірливою й оптимістичною парою Блоггс постають жахіття ядерної війни. Робота отримала похвалу Палати громад за своєчасність й оригінальність. Бріггс надихнувся ідеєю після перегляду документальної програми «Панорама» про дії у випадку ядерних непередбачених ситуацій, а щільний формат сторінки був натхненний мініатюрною версією «Батька Різдва» швейцарського видавця. Книгу адаптували у радіоспектакль з Пітером Саллісом у головній чоловічій ролі, а згодом на анімаційний фільм з Джоном Міллзом і Пеггі Ашкрофт. «The Tin-Pot Foreign General and the Old Iron Woman» (1984) — викриття Фолклендської війни.

## Особисте життя
Дружина Бріггса Джин, яка хворіла на шизофренію, померла від лейкемії у 1973 році, через два роки після смерті його батьків. Дітей у них не було.
Наприкінці свого життя Бріггс жив у маленькому будинку у Вестместоні, Суссекс. Його багаторічна партнерка Ліз померла у жовтні 2015 року від хвороби Паркінсона. Бріггс продовжував працювати над написанням й ілюструванням книг.
Бріггс заявляв, що раніше був затятим прихильником Лейбористської партії, хоча втратив віру з приходом Джеремі Корбіна.
Помер від пневмонії у Брайтоні 9 серпня 2022 року у віці 88 років.

## Нагороди та відзнаки
У 1992 році Бріггс отримав премію Курта Машлера, або «Еміль» за написання й ілюстрування графічної новели «Людина» про хлопчика та гомункула. Премія щороку відзначала одну британську дитячу книжку за поєднання тексту й ілюстрації. Його графічний роман «Етель й Ернест», який описує 41-річний шлюб його батьків, отримав нагороду «Найкраща ілюстрована книга» на British Book Awards у 1999 році. У 2016 році роман адаптували у мальований анімаційний фільм. У 2012 році він став першим, кого включили до Зали слави British Comic Awards.

У 2014 році Бріггс отримав премію Phoenix Picture Book Award від Асоціації дитячої літератури за книгу «Ведмідь» (1994). Комісія з нагороди заявила:
З дивовижними перегортаннями сторінок, вдалими паузами та бездоганними діалогами Бріггс передає драму та гумор стосунків між дитиною та дорослим і дитиною та ведмедем, піддаючи сумніву природу уяви та реальності. Як книжка-картинка, представлена у форматі графічного роману, з першою публікацією твору Бріггса він був новаторським, і залишається передовим через двадцять років у своїй творчій єдності тексту та зображення.
Премія імені Г. К. Андерсена Міжнародної ради з дитячої та юнацької книги — найвища нагорода для письменника чи ілюстратора дитячих книжок. У 1984 році Бріггс був одним із двох учасників- ілюстраторів.
Лавреат низки нагород за окремі роботи.
- 1966 Медаль Кейт Грінвей за «Мама Гуска»[18]
- 1973 Медаль Кейт Грінвей за «Батько Різдва»[19]
- 1977 Премія Френсіса Вільямса за ілюстрацію (Музей Вікторії та Альберта) «Батько Різдва»[49]
- 1979 Премія Boston Globe–Horn Book (США), за «Сніговик»[36]
- 1979 Премія «Срібне перо» (Нідерланди)[50]
- Children's Rights Workshop Other Award[51]
- 1982 Премія Френсіса Вільямса за ілюстрацію за «Сніговик»[51]
- 1992 Премія Курта Машлера за «Сніговик»[52]
- 1992 Дитячий автор року, British Book Awards
- 1998 Ілюстрована книга року, British Book Awards, за «Етель й Ернест»[51]
- Зал слави British Comic Awards 2012[45]
- Премія «Фенікс» з картинками 2014 року за «Ведмідь»[47]
- «Fee Fi Fo Fum» (1964) і «Сніговик» (1978) друге місце медаль Грінвей[35][a]
- «Уг» — срібний призер премії Nestlé Smarties Book Prize 2001 року[53].

У постійній колекції Національної портретної галереї у Лондоні зберігається кілька фотопортретів Бріггса.
Бріггс став командором Ордена Британської імперії у 2017 році на честь дня народження королеви за заслуги у літературі. Ніколет Джонс написала книгу про його творчий шлях «Реймонд Бріггс: Ілюстратори», опубліковану у 2020 році.

## Вибіркові твори
- Peter and the Piskies: Cornish Folk and Fairy Tales (1958), переказано Рут Меннінг-Сандерс та проілюстровано Бріггсом[57]
- The Fair to Middling (1959), Артур Колдер-Маршалл. Руперт Гарт-Девіс, Лондон[58]
- The Strange House (1961), Бріггс
- Midnight Adventure (1961), Бріггс
- Ring-a-ring o' Roses (1962), збірка дитячих віршів[59]
- Sledges to the Rescue (1963), Бріггс
- Fee Fi Fo Fum (1964) — книжка-картинка дитячих віршів[60]
- The Mother Goose Treasury (Hamilton, 1966), від Mother Goose — лауреата медалі Кейт Грінвей
- The Christmas Book (1968), Джеймс Рівз[61]
- Shackleton's Epic Voyage (1969), Майкл Браун[62]
- Jim and the Beanstalk (1971), Бріггс[63]
- Father Christmas (1973), Бріггс — лавреат медалі Кейт Грінвей[19]
- Father Christmas Goes on Holiday (1975), Бріггс[64]
- Fungug the Bogeyman (1977), Бріггс[65]
- The Snowman (1978)[66]
- Gentleman Jim (1980), Бріггс[67]
- Коли віє вітер (1982), Бріггс[68]
- The Tin-Pot Foreign General and the Old Iron Woman (1984), Бріггс[69]
- All in a Day (1986), автор Міцумаса Анно, ілюстрації Анно й інших[70]
- Unlucky Wally (1987)[71]
- Unlucky Wally 20 Years On (1989)[72]
- The Man (1992), Бріггс[73]
- The Bear (1994), Бріггс[74]
- Ethel &amp; Ernest (1998)[75]
- Ug: Boy Genius of the Stone Age (2001), Бріггс[76]
- The Adventures of Bert, Аллан Алберг (2001)[77]
- A Bit More Bert,, Аллан Алберг (2002)[78]
- The Puddleman (2004)[79]
- Notes from the Sofa (2014)[80]

## Адаптації
- The Snowman (1982)[16][81]
- Коли віє вітер (1983), радіоадаптація BBC з Пітером Саллісом і Брендою Брюс[82]
- Коли віє вітер (1983) Малий театр, Брістоль і театр Вайтголл, Лондон.
- Коли дме вітер (1986) кіноекранізація з Пеггі Ашкрофт і Джоном Міллсом[83]
- Father Christmas (1991)[16][81]
- The Bear (1998)[81]
- Ivor the Invisible (2001)[81]
- Fungun the Bogeyman (2004)[16][81]
- Gentleman Jim (2008) радіоадаптація BBC[84]
- Father Christmas театральна постановка театр Лірик, 2012
- Fungun the Bogeyman (2015) 3-серійна телевізійна адаптація за участю Тімоті Сполла та Вікторії Вуд, показана на Sky1 у грудні 2015 року[85][86]
- Ethel &amp; Ernest (2016)[81][87]

## Виноски
1. 1 2 3  Сьогодні у шорт-лист премії Грінвей зазвичай входить вісім книг. За даними CCSU, деякі посіли друге місце були оцінені (з 1959 року) або високо оцінені (з 1974 року). За 44 роки було 99 відмінностей між ними, зокрема три у 1964 році, три у 1978 році. За 29 років було відзначено 31 високу нагороду, зокрема Бріггс за 1978 рік.

• Тільки Кріс Рідделл тричі ставав лавреатом Грінвей. Серед чотирнадцяти ілюстраторів, які здобули дві медалі, Бріггс є одним із семи, чия книга увійшла до десятки найкращих (1955—2005), а також одним із семи, чиї книги посіли принаймні одне друге місце (1974—2002), на чолі з Гелен Оксенбері з двома та чотирма ВО.